# شبكة الحجب

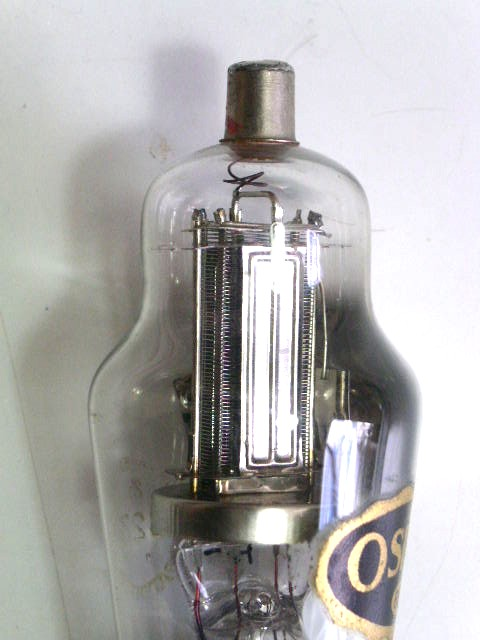
منظر داخلي لصمام شبكي بشاشة من نوع Osram S23. في هذا الصمام يكون المصعد على شكل لوحين مسطّحين. يمكن أيضًا رؤية أسلاك شبكة الشاشة. يوجد اتصال المصعد في الجزء العلوي من الغلاف لتقليل سعة شبكة لمصعد.

شبكة الحجب (بالإنجليزية: Screen grid)‏ شبكة توجد في الصمامات الرباعية لتقليص المواسعة الكهربائية بين عناصر الصمام الرباعي.تضاف شبكة الحجب إلى الصمام الثلاثي وتوضع بين المصعد وشبكة التحكم وبذلك تحول الصمام الثلاثي إلى صمام رباعي.غالبا ما يجري وصل مصدر جهد عال عبر مقاومة ويتم فصل هذه المقاومة عن مؤرض الدارة عبر مكثف.تتولى شبكة الحجب عزل المصعد عن شبكة التحكم في الصمام الرباعي عزلا كهروسكونيا, بحيث لا تتجمع الشحنات الكهربائية على طرفي موصل فتتسبب في تشكيل مكثف يكون له أثره في تضييق نطاق الترددات التي يعمل بها الصمام.لإن المكثفات عامل رئيس في تحديد تردد القطع في الدارات الكهربائية والإلكترونية.قد تصل مواسعة الدخل في الصمامات الثلاثية إلى 5pF لكنها تتضائل إلى 0.01pF في الصمامات الرباعية والفضل في ذلك إلى العزل الذي قامت به شبكة الحجب.
من الأمور التي يمكن القول أنها تمثل عيبا في شبكة الحجب ويحتمها أنها موجبة الشحنة, أنها تجذب بعض الإلكترونات السالبة من المهبط مما يقلل من كفاءة الصمام, لإن هذه الإلكترونات ستفقد طاقتها على هيئة حرارة داخل الصمام ولن تضيف إلى قوة الإشارة المارة شيئا.وإذا سخنت شبكة الحجب وتصاعدت حرارتها فإنها قد تعطب الصمام.ومن عيوب الشحنة الموجبة لشبكة الحجب أنها تجذب كذلك الإلكترونات الثانوية من المصعد, حيث لا يوجد في الصمام الرباعي عنصر بإمكانه التحكم بالإلكترونات الثانوية وإبعادها عن شبكة الحجب.ويعظم أثر الإلكترونات الثانوية حين يكون قيمة تيار الخرج ذات أهمية, فالإلكترونات الثانوية تسير عكس التيار الأصلي مما يسبب انخفاضا في جملة تيار الخرج ما يوجد مقاومة سالبة ظاهرية تؤثر غالبا على وظيفة الصمام الرباعي.على الرغم من انه يمكن استغلالها في توليد ترددات كما هو الأمر بالنسبة لـمتذبذب ديناترون.